# Антропов, Николай Александрович (хоккеист)
Никола́й Алекса́ндрович Антро́пов (род. 18 февраля 1980, Усть-Каменогорск) — казахстанский хоккеист, центральный нападающий.
Самый результативный казахстанский хоккеист, когда-либо игравший в НХЛ.
На драфте НХЛ 1998 года был выбран в 1 раунде под общим 10 номером командой «Торонто Мейпл Лифс».

## Биография

### До НХЛ
Тренировался во Дворце спорта Усть-Каменогорска, тренер Василий Васильченко.
В 16 лет играл за «Торпедо» и молодёжную (до 20 лет) сборную Казахстана. Через год на молодёжном ЧМ 1998 в Финляндии сборная Казахстана в матче за 7-е место обыграла Канаду 6:3. Принимал участие в группе D чемпионата Европы среди юниоров 1998, где стал лучшим бомбардиром. В мае 1998 года тренер Борис Александров взял 18-летнего Антропова на чемпионат мира в Швейцарию.
На драфте НХЛ 1998 года был выбран в первом раунде под общим 10-м номером клубом «Торонто Мейпл Лифс». Боссы «Торонто» настояли на том, чтобы следующий сезон Антропов провел в чемпионате посильнее. Антропов оказался в московском «Динамо», где завоевал серебряные медали чемпионата России и Евролиги. Также в сезоне 1998/99 Антропов принял участие в международных турнирах в составе сборных Казахстана: на молодёжном чемпионате мира в Виннипеге был капитаном и привел команду к 6 месту; завоевал золотые медали зимних Азиатских игр в корейском Канвондо.

### НХЛ
Первая игра в НХЛ 13 октября 1999 года против «Флориды». В той игре сделал свою первую результативную передачу. Первый гол забил 15 ноября 1999 года в ворота «Сан-Хосе». Первый хет-трик сделал 20 декабря 1999 года в поединке против «Флориды».
В сезоне 2001/02 отыграл 34 матча в АХЛ за «Сент-Джонс Мейпл Лифс», забросив 11 шайб и сделав 24 передачи в 34 поединках.
Во время локаута в НХЛ в 2004/05 играл за «Ак Барс» (Казань) — 10 матчей, 5 очков (2+3) и «Локомотив» (Ярославль) — 26 игр, 19 очков (4+15). В 2006 году выступал за сборную Казахстана на Олимпийских играх в Турине. В пяти матчах забросил одну шайбу. После локаута заключил однолетний контракт с «Торонто» (57 игр, 31 очко (13+18)). Соглашение было продлено и на сезон 2006/2007 (54 игры, 33 очка (18+15)). Летом 2007 года подписал новое двухлетнее соглашение с тем же клубом.
В сезоне 2007/2008 некоторое время лидировал в рейтинге самых полезных игроков НХЛ и входил в десятку бомбардиров.
18 октября 2007 года набрал 200-е очко в НХЛ в игре против «Флориды». 6 декабря 2007 года забил второй хет-трик в карьере против «Нью-Йорк Рейнджерс». 16 февраля 2008 года впервые в карьере забил 20-й гол в сезоне в НХЛ. Был также дисквалифицирован на 3 игры со 2-го по 7 февраля 2008 года за атаку судьи во время матча с «Атлантой». Впервые набрал 50 очков в одном сезоне 4 марта 2008 года в матче против «Нью-Джерси Девилз».
В марте 2009 года был обменян в «Нью-Йорк Рейнджерс».
2 июля 2009 года как неограниченно свободный агент подписал контракт с «Атлантой Трэшерз» на два года.
В 2011 году перешёл в канадский клуб «Виннипег Джетс», но с осени 2012 года провёл полсезона за казахстанский «Барыс». С января 2013 года вновь играл за «Виннипег».
8 августа 2013 года подписал двухлетний контракт снова с клубом «Барыс».